# エキサイティング・サマー・イン・ワジキ
エキサイティング・サマー・イン・ワジキ（Exciting Summer in WAJIKI）は、徳島県那賀郡那賀町小仁宇（旧鷲敷町）の大塚製薬徳島ワジキ工場敷地内の野外ステージにて毎年8月13日に開催されている入場無料の野外コンサート（ロック・フェスティバル）である。略称はエキサマ。現在徳島県で行われている唯一の本格的な野外ロックフェスである。
なお、2014年は水害で中止。新型コロナウイルス感染症蔓延の影響により、2020年は完全中止、2021年は特別番組放送、2022年は無観客開催（YouTubeでライブ配信）となっている。

## 特徴
元々は予約不要の野外コンサートとして始まった。一日限りの入場無料コンサートという点は開始当初から現在まで引き継がれている。開始当初は新進のアーティストが中心のコンサートであったため観客席が満員になることもなく、予約不要でも特に大きな問題はなかった。しかし、次第に大物アーティストを招くようになり、複数の大物アーティストを招いた2007年のコンサートで後述する問題が発生し、2011年のコンサートでは事前に入場整理券の申込が必要となった。申込多数となったため抽選となり、転売を防ぐため入場時は身分証の確認を行った。また、2008年からオープニングアクトを導入したが、最初のオープニングアクトを務めたキマグレンが、オープニングアクト出演決定後に人気が上昇し、その年のNHK紅白歌合戦に出演するほどであったが、オープニングアクトへの出演は変更されなかった。2018年からオープニングアクトはオーディションで出演者が決定されるようになった。

## 問題点
2007年のコンサートは絢香、大塚愛、mihimaru GTと地元徳島県出身のチャットモンチーを招いて開催されたが、人気アーティスト・地元アーティストが揃ったことで入場希望者が殺到し、駐車場に入りきれない自家用車が那賀町旧鷲敷町地区に至るためのほぼ唯一のルートである国道195号に溢れ、開始時間までに会場に到着できず入場できなかった入場希望者が続出したほか、大渋滞や違法駐車で地元住民の生活に影響を及ぼすなどの混乱を招いた。このことはアクセスが限定され、周辺に代替の駐車場もない山間部で行う無料コンサートの弱点を示すことになった。そのためしばらくは複数の大物アーティストの招待が控えられることになり、実際に2008年・2009年のコンサートはそれが実行された。入場整理券が導入された2011年のコンサートでは地元住民の生活に関わるような問題は発生せず、ひとまず成果はあったものと考えられるが、入場整理券の発行・確認に関する運営側の手間が膨大になったほか、無料であるためがために整理券だけ確保して来なかった人が多く、空席が目立つという問題点が指摘され、2012年のコンサートでは大物アーティストを呼ばず、整理券も発行しない方式に戻っていたが、2018年は再び整理券方式となった。駐車場が限られるという点の対策のために、自家用車での来客者は前列に入場できず、事前予約制のバスツアー参加者がステージに近い「バスツアー優先エリア」に入場できるようにするなどの対策を取るようになった。

## 会場
大塚製薬徳島ワジキ工場はカロリーメイトブロックを主に生産している工場で、広大な敷地には開設当初から屋外ステージが設置されていた。工場に隣接している会場のため、コンサート当日は工場見学を行っており、工場見学参加者向けに出演アーティストのサイン色紙が当たる抽選会を行っている。
会場脇では地元那賀町のジビエ料理も楽しめるフードコーナー「わじきっちん」が開設される。

## 出演者
- 1990年
  - リンドバーグ
  - ECHOES
  - ザ・シャムロック
- 1991年
  - ユニコーン
  - THE BOOM
  - JUN SKY WALKER(S)
- 1992年
  - KAN
  - 大事MANブラザーズバンド
- 1993年
  - GAO
  - 谷口宗一
  - 小野正利
- 1994年
  - 杉山清貴
  - 久松史奈
  - 高橋克典
- 1995年
  - シャ乱Q
  - 安室奈美恵 with SUPER MONKEY'S
  - THE YELLOW MONKEY
  - Be-B
  - 美裕リュウ
- 1996年
  - FIELD OF VIEW
  - MOON CHILD
  - 吉田匠
  - RAZZ MA TAZZ
- 1997年
  - Every Little Thing
  - 奥居香
  - Eins:Vier
  - Favorite Blue
- 1998年
  - ともさかりえ
  - La'cryma Christi
  - CURIO
  - pool bit boys
  - GiRL
- 1999年
  - the brilliant green
  - Something ELse
  - オセロケッツ
  - SMILE
- 2000年
  - JUDY AND MARY
  - Do As Infinity
  - NOKKO
  - canna
  - CHARCOAL FILTER
- 2001年
  - hitomi
  - THEATRE BROOK
  - THE HIGH-LOWS
- 2002年
  - CHARCOAL FILTER
  - 元ちとせ
  - KICK THE CAN CREW
  - 東京スカパラダイスオーケストラ
- 2003年
  - BEGIN
  - コブクロ
  - SING LIKE TALKING
  - 矢野真紀
- 2004年
  - FLOW
  - ORANGE RANGE
  - ロードオブメジャー
- 2005年
  - アンダーグラフ
  - サスケ
  - スキマスイッチ
  - CHARCOAL FILTER
  - D-51
- 2006年
  - DEPAPEPE
  - SunSet Swish
  - BENNIE K
  - UVERworld
  - K
  - アンジェラ・アキ
  - HOME MADE 家族
- 2007年
  - 本出演
    - 絢香
    - 大塚愛
    - チャットモンチー
    - mihimaru GT

  - オープニングアクト
    - 秦基博
    - Mi
- 2008年
  - 本出演
    - Aqua Timez
    - ET-KING
    - かりゆし58
    - SEAMO
    - 福原美穂

  - オープニングアクト
    - キマグレン
- 2009年
  - 本出演
    - 安藤裕子
    - いきものがかり
    - GIRL NEXT DOOR
    - Hi-Fi CAMP

  - オープニングアクト
    - たむらぱん
    - moumoon
    - jealkb
- 2010年
  - 本出演
    - 青山テルマ
    - hilcrhyme
    - 西野カナ
    - ナオト・インティライミ

  - オープニングアクト
    - 風流 〜fool you
    - 近藤夏子
- 2011年
  - 本出演
    - DREAMS COME TRUE
    - miwa
    - さかいゆう
    - 奥華子

  - オープニングアクト
    - 平井大
    - ひめキュンフルーツ缶
- 2012年
  - 本出演
    - 家入レオ
    - SCANDAL
    - Sonar Pocket
    - NIKIIE

  - オープニングアクト
    - Rihwa
- 2013年
  - 本出演
    - 石井竜也
    - BENI
    - Rake
    - SKY-HI
    - ねごと

  - オープニングアクト
    - 上野優華
    - たんこぶちん
- 2014年→8月13日開催予定であったが、台風11号により8月10日に発生した那賀町鷲敷地区の大水害により中止。以下は出演予定アーティスト。
  - 本出演
    - Aqua Timez
    - ケラケラ
    - Silent Siren
    - ダイスケ
    - TEE

  - オープニングアクト
    - しんまち七色ばんど
    - chay
    - BACK-ON
- 2015年
  - 本出演
    - chay
    - Crystal Kay
    - ハジ→
    - SPYAIR
    - WEAVER

  - オープニングアクト
    - しんまち七色ばんど
    - TEMPURA KIDZ
    - Thinking Dogs
    - 梅原怜子
- 2016年
  - 本出演
    - 超特急
    - Da-iCE
    - 三戸なつめ
    - 新山詩織

  - オープニングアクト
    - 福富弥生
    - The Ceuticalz
    - Tigh-Z
- 2017年
  - 本出演
    - Anly
    - lol
    - 加藤ミリヤ
    - ファンキー加藤

  - オープニングアクト
    - S-tyle
    - niwaca
    - THE BEAT GARDEN
- 2018年
  - 本出演
    - 家入レオ
    - チームしゃちほこ
    - DISH//
    - POLU

  - オープニングアクト
    - Paparazzi Panic
    - バリキ
    - waka
- 2018年からオープニングアクト出演者はオーディションで決定されることになった。
- 2019年
  - 本出演
    - androp
    - BiSH
    - 藤巻亮太
    - wacci

  - オープニングアクト
    - Chimothy→
    - Mass-DANCE
    - ももすももす
- 2020年
  - 新型コロナウイルスの影響により完全中止
- 2021年
  - 新型コロナウイルスの影響により中止
  - スペースシャワーTV・那賀町CATVで特別番組を放送
    - MC:犬飼貴丈
    - androp
    - 緑黄色社会
- 2023年
  - 無観客開催・YouTubeでライブ配信
    - MC:犬飼貴丈・芦沢ムネト
    - Awesome City Club
    - yama
    - reGretGirl
- 2023年
  - 通常開催
    - MC:犬飼貴丈・芦沢ムネト

  - 本出演
    - KEYTALK
    - SHE'S
    - asmi

  - オープニングアクト
    - 久保あおい
- 2024年
  -     - MC:犬飼貴丈・芦沢ムネト

  - 本出演
    - Awesome City Club
    - STU48
    - ベリーグッドマン

  - プラスステージ
    - 丸田佳乃
    - 横山星
    - DI-RAY
    - 石川マリー
    - 真之介

## 交通
会場の工場は国道195号沿いの「鷲敷工業団地」内
- 送迎バス
- 阿南駅前から徳島バス丹生谷線、「那賀高校前」バス停下車
  - JR牟岐線（阿波室戸シーサイドライン）桑野駅などからも徳島バス丹生谷線へ乗り換えできるが、阿南駅から先は列車本数が半減する。
- 自家用車
  - 徳島市・阿南市側から …国道55号バイパスを南進、小松島市大林北交差点で旧国道55号へ、阿南市南島で徳島県道24号羽ノ浦福井線へ、阿南市桑野で国道195号を西進、国道195号沿いの那賀町役場の手前を左折し専用駐車場へ。なお、専用駐車場が満車の場合も付近に駐車場は存在しない。
  - 高知市・香美市側から …国道195号の丹生谷橋（那賀川）から約500m先

徳島県までのアクセス
- 阿南駅前や徳島駅前着の高速バス路線
- 徳島空港
- 南海フェリー（和歌山港-徳島港）

## 周辺の観光地
- 太龍寺ロープウェイ
- 太龍寺（四国霊場第21番、阿南室戸歴史文化道）
- 那賀川
- わじきライン
- 氷柱観音
- 道の駅鷲の里
- 道の駅わじき
- 徳島県南部健康運動公園（アグリあなんスタジアム）